# أندريه إيجودالا
أندريه إيجودالا (بالإنجليزية: Andre Iguodala) مواليد 28 يناير 1984 في سبرينغفيلد، هو لاعب كرة سلة أمريكي بدأ مسيرته الاحترافية في سنة 2004 يلعب مع فريق غولدن ستايت ووريورز في الرابطة الوطنية لكرة السلة ويحمل الرقم 9. يبلغ طوله 6 قدم 6 بوصة (2.0 م). شارك في مسابقة كرة السلة في الألعاب الأولمبية الصيفية.

## الميداليات
| الميدالية | المسابقة                         |
| --------- | -------------------------------- |
| ذهبية     | الألعاب الأولمبية الصيفية 2012   |
| ذهبية     | بطولة كأس العالم لكرة السلة 2010 |

## روابط خارجية
- أندريه إيجودالا على موقع الاتحاد الدولي لكرة السلة (الإنجليزية)
- أندريه إيجودالا على موقع إن بي أي (الإنجليزية)
- أندريه إيجودالا على موقع سبورتس رفرنس (الإنجليزية)
- أندريه إيجودالا على موقع كرة السلة الأوروبية.كوم (الإنجليزية)
- أندريه إيجودالا على موقع إي إس بي إن.كوم (الإنجليزية)
- أندريه إيجودالا على موقع كلية كرة السلة في سبورتس رفرنس.كوم (الإنجليزية)
- أندريه إيجودالا على موقع ريلجم (الإنجليزية)
- أندريه إيجودالا على موقع بروبوليرز (الإنجليزية)
- أندريه إيجودالا على موقع سبورتس رفرنس (الإنجليزية)
- أندريه إيجودالا على موقع أوليمبيديا (الإنجليزية)